# Salar (volk)
De Salar zijn in de Chinese overheidsadministratie een van de tien etnische groepen moslims in China. Die tien groepen maken weer deel uit van het totaal van zesenvijftig officiële etnische groepen van de Volksrepubliek China.

## Historie
De Salar zijn waarschijnlijk ontstaan uit een groep Oğuzen, die in de 13e en 14e eeuw vanuit Samarkand in Oezbekistan naar het oosten trokken. Uiteindelijk vestigden ze zich in de provincie Gansu. De voorouders van de Salar hebben zich in de loop der tijd vermengd met Tibetanen, Han-Chinezen en Mongolen.
In 1781 werd bij een opstand van de Salar ongeveer 40% van de bevolking gedood door het Qing-leger.

## Cultuur
De Salar lijken veel op de overige moslims in de omgeving. Mannen hebben vaak baarden en dragen witte hemden en witte of zwarte kalotjes. Jonge vrouwen dragen meer Chinese kleding, maar wanneer ze getrouwd zijn dragen ze de traditionele witte en zwarte gewaden.
Achang · Akha · Bai · Baima · Blang (Bulong) · Bonan · Buyi · Dai · Daur · De'ang · Dong · Dongxiang · Drung · Evenken · Gaoshan (Taiwanese aboriginals) · Gelao · Gin (Vietnamezen) · Han · Hani · Hlai (Li) · Hui · Jingpo · Jino · Kazachen · Kirgiezen · Koreanen · Lahu · Lhoba · Lisu · Mantsjoes · Maonan · Miao (Hmong) · Mongolen · Monpa (Menba) · Mulam (Mulao) · Nanai (Hezhe) · Naxi · Nu · Oeigoeren · Oezbeken · Oroqen · Pumi · Qiang · Russen · Salar · She · Sui · Tadzjieken · Tataren · Tibetanen (Zang) · Tu · Tujia · Wa (Va) · Yao · Yi · Yugur · Xibe · Zhuang